# Trittico della Vendetta
ll Trittico della Vendetta è un trittico ideale, opera del pittore veneziano Francesco Hayez, risalente a metà del diciannovesimo secolo e avente come tema quello della vendetta per amore.
Maria, l'eroina protagonista della storia narrata dal trittico, nella prima tela viene consigliata dall'amica Rachele a servirsi dello strumento della delazione politica per vendicarsi dell'amante che l'ha tradita; nella seconda, convinta da Rachele, imbuca la lettera letale; nella terza si pente del proprio gesto e tenta di impedire la consegna della denuncia anonima.

## Contesto storico
Sono molti i tragici eventi che si trovano alla base del trittico e che hanno contribuito alla sua creazione. Per esempio le numerose delusioni politiche, la disfatta sabauda a Novara, e il conseguente disimpegno fanno di Hayez l'interprete del "mito" di Venezia vista come la città in cui i profughi d'Italia trovavano rifugio, famosa per il viver sereno e per il Carnevale, ma controllata dall'inquisizione di stato e gravida di misteri, intrighi segreti e tradimenti.
L'Italia di metà Ottocento, oppressa dagli austriaci, cede allo sconforto, e il sospetto e la delazione favoriscono il diffondersi di sospetti, timori e paure; nasce così nella mente di Hayez il tema della vendetta per amore.

## Composizione
Il trittico si compone di tre dipinti: Consiglio alla vendetta, Accusa segreta e La vendetta di una rivale (o Le veneziane).
I dipinti si ispirano a due opere in versi di Andrea Maffei: Le veneziane e La vendetta. Nel fastigio della cornice originale (perduta) era intagliato il verso "Via dal mio core sì vil pensiero", ripreso appunto dall'opera di Maffei. 
L'ubicazione dei primi due dipinti è nota. L'ubicazione del terzo, invece, è sconosciuta; di esso è possibile ammirare una riproduzione esposta al museo di Villa Carlotta.

### Consiglio alla vendetta
Il Consiglio alla vendetta (1851, olio su tela, 237 x 178 cm, Vienna, Liechtenstein Museum) è il primo dipinto del Trittico della Vendetta. Costituisce una denuncia della crisi degli ideali civili dei primi due decenni risorgimentali e della pittura storico-didattica.

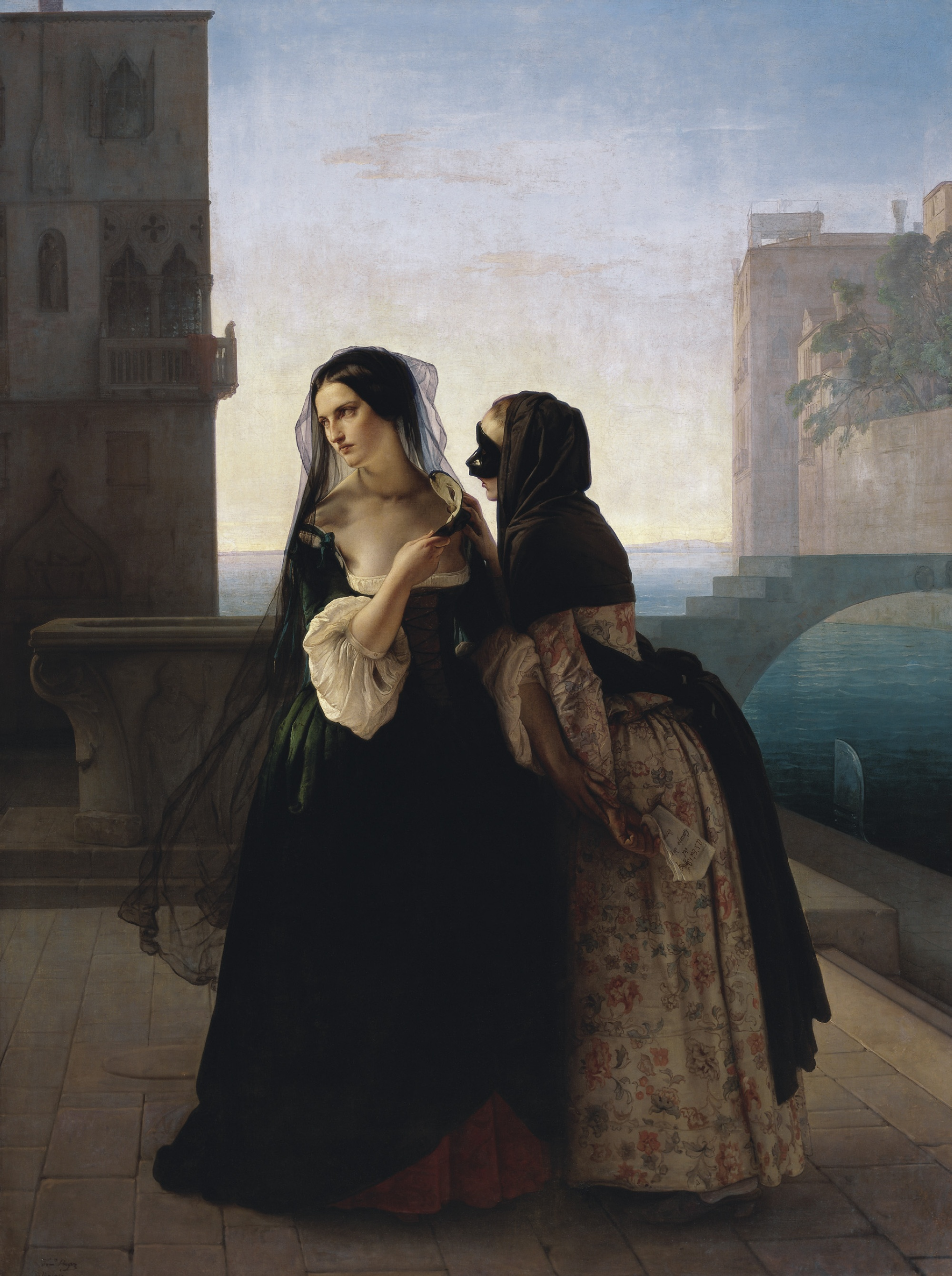
Francesco Hayez, Consiglio alla vendetta, (1851); 237x178cm.

Il dipinto, destinato al proprietario terriero Enrico Taccioli, venne presentato alla rassegna di Brera del 1851. Questo dipinto segna una svolta decisiva nella pittura di Hayez: mentre tra gli anni Venti e Quaranta Hayez era solito rappresentare esclusivamente episodi realmente accaduti e aventi una certa tradizione storica, adesso ogni riferimento a personaggi reali e a fatti storicamente verificabili sparisce, a favore della leggenda tardoromantica di una Venezia vista come tenebroso ed enigmatico palcoscenico di intrighi politici e amorosi.

Come scrisse Carlo Tenca: 
"Nessuno meglio di Hayez può dipingere Venezia nella pallida luce del mattino, col suo cielo rosseggiante, colle acque cerulee, co' suoi palazzi pieni di armonia e di mistero. È un fondo bellissimo del quadro, e che nell'apparenza di riposo e di silenzio dà risalto al dramma che si compie sul davanti".

#### Descrizione
La tela ricrea il momento in cui Rachele tenta di convincere l'eroina Maria, avvolgendola nel suo fitto parlare maligno. La figura di Rachele è tutta protesa in avanti sul corpo dell'amica che appare insofferente e convinta a non prestare ascolto alle parole di Rachele. La mano di Maria si allunga verso la lettera che contiene la denuncia: lo spettatore non sa se il gesto dell'eroina è volto ad afferrare la lettera o a respingerla. Questo gesto ambiguo è una sintesi dello stato d'animo di Maria, costantemente indeciso tra il denunciare l'amante, e cedere così alla vendetta, e il perdono.
Sul volto di Maria, incorniciato da un lungo velo nero fluttuante, colpiscono gli occhi segnati da un accenno di occhiaie che suggeriscono una notte insonne e lo sguardo intenso, ostinatamente fisso, tutto rivolto verso l’intimo ribollire dei suoi sentimenti contrastanti. Nella mano ha la maschera che ormai si è tolta. La figura di Rachele, al contrario, è resa più inquietante dalla bautta nera che su di lei si carica di significati sinistri.
Una placida giornata sulla laguna fa da scenario all'intrigo ordito in primo piano dalle due donne. Lo sfondo raffigura un tipico ambiente veneziano: il cielo dai colori pastello, leggermente velato da nuvole rosee, l’acqua di un canale e lo scorcio di un palazzo mettono in risalto l’epifania del dolore della protagonista Maria, condensato in un solo gesto, quello del braccio proteso verso la denuncia impugnata da Rachele. L'efficacia drammatica con cui è rappresentata la scena viene identificata nel contrasto tra i due diversi caratteri femminili e nel sentimento di soffocante attesa che la domina, immortalata nel momento in cui Maria sta per afferrare la lettera di delazione preparata da Rachele.
Evidente è la maestria con cui Hayez è riuscito a riprodurre le diverse caratteristiche degli abiti: dai temi floreali dei tessuti della veste di Rachele, alla lucentezza della seta o alla trasparenza del velo, entrambi facilmente visibili nei vestiti di Maria.

### Accusa segreta
L'Accusa segreta (1847-1848, olio su tela, 153 x 120 cm, Musei Civici di Pavia) è il secondo dipinto del Trittico della Vendetta.

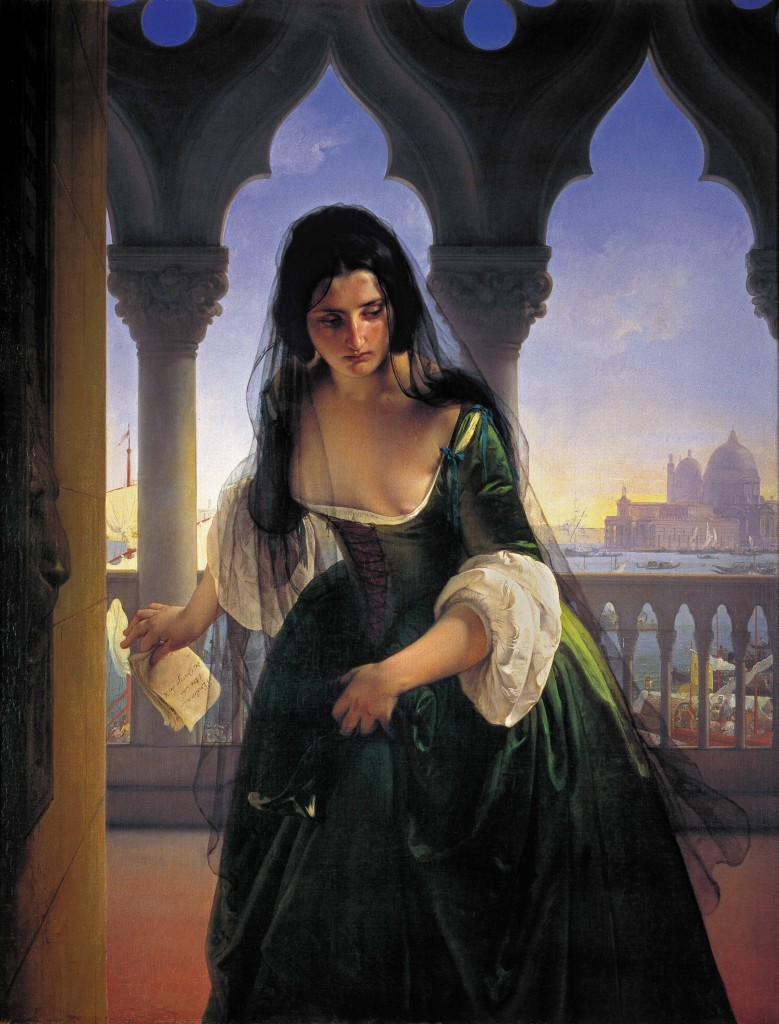
Francesco Hayez, Accusa segreta, (1847-1848); olio su tela, 153x120cm.

La datazione certa si deve alla testimonianza dell'Album dedicato alle esposizioni braidensi del 1850, dove era stato inciso da Giuseppe Barni e illustrato da Luigi Toccagni, il quale ricordava di aver avuto occasione di ammirare "quella sventurata bellezza" qualche anno prima nello studio di Hayez a Milano, quando Hayez stesso gli aveva confessato di aver voluto 
"in colori descrivere il fatto d'una giovane veneziana, che tradita dall'amante, qui veniva, in vendetta, a por contro di lui nella bocca fatale un'accusa di Stato, e così abbandonar segretamente il troppo amato e troppo aborrito capo al carnefice".
 L’opera è di grande valore anche per l'incursione di Hayez in un territorio artistico diverso dal suo solito, non più storico ma dell'intrigo amoroso, con finale tragico, in una Venezia dove una donna tradita denuncia l'amante agli inquisitori di Stato.
In questo dipinto la vendetta sta per compiersi: Maria sta per calare la lettera nella bocca del leone marmoreo (adibito alla raccolta delle denunce anonime). Nel foglio che Maria stringe nella mano destra si legge l'intestazione "A S. Eccellenza / I tre bai / del Consiglio dei X"(consiglio dei 10). 
Nonostante costituisca il secondo episodio del trittico, Accusa segreta è stato dipinto prima di Consiglio alla vendetta.

#### Descrizione
L’architettura maestosa dell’edificio raffigurato a destra, la veduta nel fondo della laguna, alcune gondole galleggianti su questa e la magnificenza dei circostanti palazzi, facevano capire che il luogo del fatto narrato in questo dipinto era Venezia.
Il tempo sembra essersi fermato. L'ambiente e la luce sono ovattati, l'aria è rarefatta dalla nebbia che avvolge morbidamente il profilo architettonico della chiesa della Salute, visibile alle spalle di Maria. Sembra una scena teatrale. La maestria di Hayez sta anche nell'essere riuscito a contestualizzare la vicenda con pochi ma significativi particolari.
Il soggetto del dipinto è una splendida figura di donna, la stessa Maria protagonista dell'episodio precedente, una dama del raffinato mondo veneziano. Il suo corpo sembra immobile, come pietrificato; è reclinato in avanti, quasi a indicare un’ultima flebile esitazione. Il suo viso è segnato da un dolore lacerante in cui appaiono evidenti i segni di lacrime; nonostante questo, il suo volto possiede ancora una bellezza fulgente, ed è illuminato dal prezioso verde smeraldo della veste che, per un orchestrato gioco di ombre e di luci, assume cromaticamente toni scuri e cangianti. Una luce naturale avvolge Maria rendendo le sue forme morbide e il suo incarnato vellutato. 
In 'Accusa segreta' sono da sottolineare soluzioni formali d’altissima qualità
- nel taglio scenografico dell’ambientazione architettonico-paesaggistica;
- nella ripresa ravvicinata (di grande suggestione drammatica) del volto femminile, tormentato e contratto;
- nella resa della veste color smeraldo e del velo nero trasparente;
- nell’uso sapiente della luce e del controluce, che staglia i contorni della silhouette sullo sfondo ombroso delle arcate di Palazzo Ducale e di una Venezia assolata e afosa.

La sensualità di Maria trova il suo sfondo in una Venezia soffocata dalla calura estiva dove l'ombra architettonica del Palazzo Ducale sembra formare una pericolosa trappola. È possibile vedere tale impostazione compositiva nel disegno a matita e carboncino, già prospetticamente impostato. Il rapporto tra le diverse stoffe dell'abito e il velo nero disteso sulla sagoma della donna in controluce esaltano il volto di Maria e il suo seno. 
Accusa segreta costituisce una rappresentazione enigmatica e sensualissima della donna, ma anche una potente allegoria di Venezia, eletta a città dell’intrigo e della seduzione, delle maschere e delle avventure, del conflitto tra ragioni del cuore e ragioni di Stato, secondo un giudizio diffuso in ambito letterario internazionale nella prima metà dell’Ottocento;

### La vendetta di una rivale
La vendetta di una rivale (o Le veneziane, 1853, olio su tela, 234 x 175 cm, ubicazione sconosciuta) è il terzo dipinto del Trittico della Vendetta.

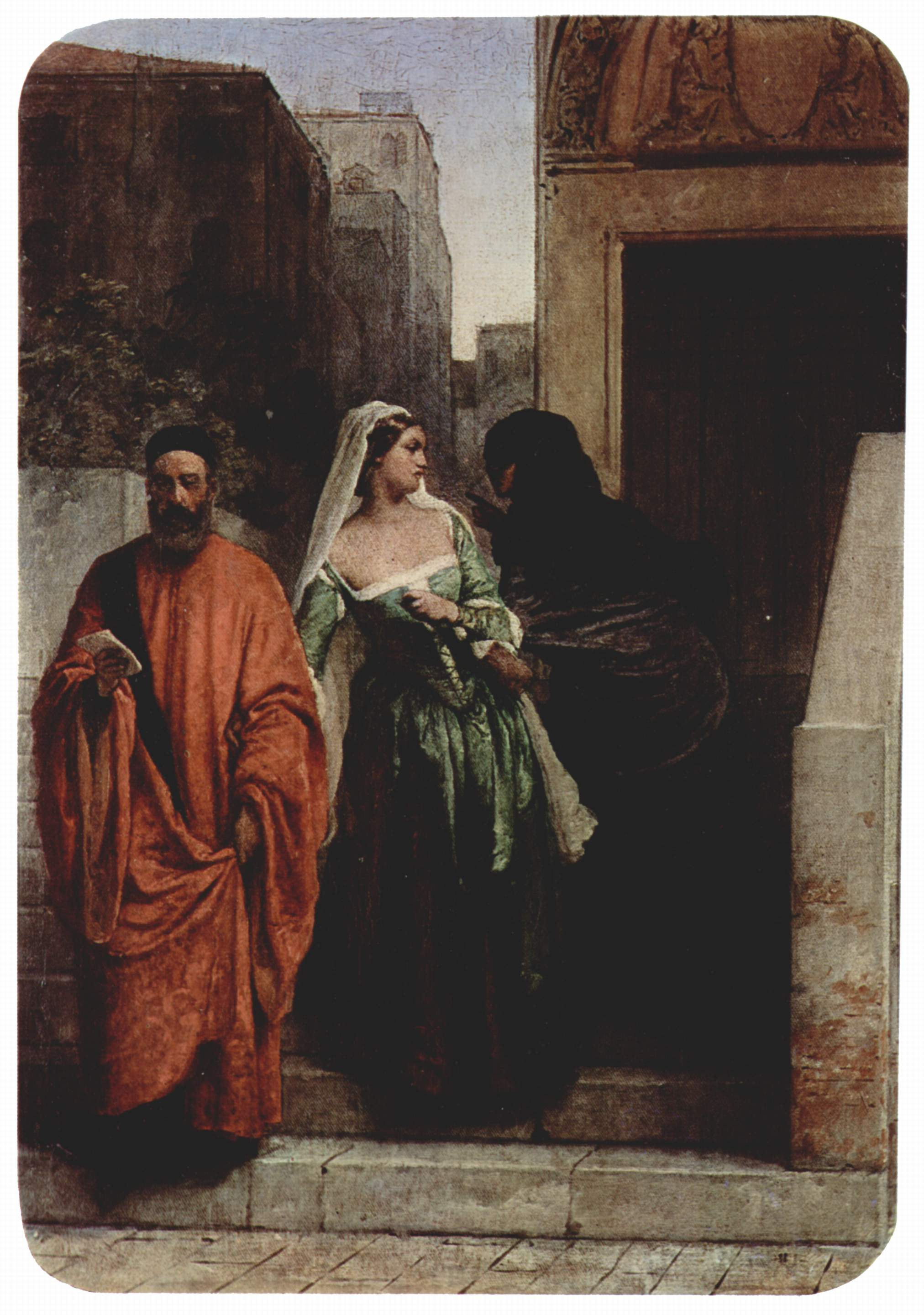
Francesco Hayez, La vendetta di una rivale, (1853); 55x40cm.

L'opera esposta nel museo di Villa Carlotta non è l'originale: si tratta piuttosto di una tarda replica di dimensioni minori dovuta, probabilmente, al successo riscosso all'esposizione di Brera del 1853 dall'opera originale, dipinta per il nobile Alessandro Negroni Prati Morosini.
Una riproduzione di quest'opera appare come bassorilievo bronzeo che orna il basamento del monumento ad Hayez di Francesco Barzaghi, eretto nel 1890 sulla piazza di Brera.

#### Descrizione
La luce è soffocata. L'ombra di Rachele è bieca e opprimente. Rachele, col dito alzato, ammonisce Maria per il suo pentimento, la quale cerca di liberarsi dalla presa dell'amica per tentare la resa della denuncia, ora in mano all'uomo vestito di rosso.
Rispetto ai classici dipinti di Hayez si notano una minore incisività nel disegno e una condotta cromatica più sfrangiata. Rispetto alla bozza per il dipinto originale l'ingresso di Ca' Bernardo a San Polo appare più abbreviato: il portone, dal taglio diverso, incombe e conferisce drammaticità; i due putti reggistemma sono stati sostituiti da due angeli inginocchiati.

## Il tema della maschera
Con il Trittico della Vendetta Hayez sposta la sua pittura verso aspetti più romantici e sentimentali, trasfigurando gli elementi storici sul piano allusivo del costume e del simbolo. Il tema della maschera, solitamente legato al gioco e allo scherzo innocente, acquisisce con Hayez una connotazione ben diversa: è infatti Rachele, l'istigatrice alla vendetta, a indossarne una. La bautta protegge Rachele dagli sguardi indiscreti di coloro che vorrebbero svelare la sua identità. Forse è proprio grazie alla sua maschera se Rachele riesce a mostrare così tanta sicurezza di sé e perseveranza, qualità che Maria, priva della sua bautta, non riesce ad avere.
«Tu credi che [...] copra un viso giocondo? T'inganni: là sotto s'ascondono le torve sembianze del sicario o del delatore».